# John Vander Wal
John Henry Vander Wal (né le 29 avril 1966 à Grand Rapids, Michigan, États-Unis) est un ancien joueur américain de baseball ayant joué dans les Ligues majeures de 1991 à 2004.
Vander Wal a porté les couleurs de 8 équipes durant 14 saisons, dont 13 dans la Ligue nationale. Ce joueur de champ extérieur a évolué presque toute sa carrière en tant que réserviste, mais s'est imposé dans le rôle de frappeur suppléant. Il a établi en 1995 le record du plus grand nombre de coups sûrs comme frappeur suppléant, et occupe présentement (après la saison 2009) le 7e rang de l'histoire des majeures à ce chapitre.

## Carrière
John Vander Wal, un frappeur gaucher, est un choix de troisième ronde des Expos de Montréal en 1987. Il fait sa première apparition en Ligue majeure le 6 septembre 1991. Il joue sporadiquement pour les Expos au cours des deux saisons suivantes avant de voir son contrat racheté par les Rockies du Colorado.
Vander Wal joue pour l'équipe de Denver durant près de 5 saisons, ne dépassant jamais un total de 151 présences au bâton (en 1996). En 1995, il établit le record actuel des Ligues majeures avec 28 coups sûrs en une saison dans un rôle de frappeur suppléant, brisant le record de 25 établi par Jose Morales en 1976 avec Montréal. La moyenne au bâton de Vander Wal pour la saison 1995 s'éleva à ,347. 
Après un passage chez les Padres de San Diego de la mi-saison 1998 à la fin de la campagne 1999, il est échangé avec les camps d'entraînement de 2000 aux Pirates de Pittsburgh en retour du voltigeur Al Martin. Il apparaît dans 134 parties, frappe pour ,299 de moyenne et établit des sommets personnels de coups de circuit (24) et de points produits (99). Il amorce l'année 2001 à Pittsburgh mais passe aux Giants de San Francisco durant l'été, terminant la saison avec ses plus hauts totaux de matchs joués (146) et de présences au bâton (452) en carrière. Il produit 70 points.
Vander Wal joue les trois dernières années de sa carrière avec les Yankees de New York (2002), les Brewers de Milwaukee (2003) et les Reds de Cincinnati (2004). En 1372 parties dans les majeures, il a obtenu 2751 présences officielles au bâton, frappant 717 coups sûrs, dont 129 comme frappeur suppléant, ce qui le place (après la saison de baseball 2009) au 7e rang de l'histoire. Il totalise 97 circuits, 374 points marqués et 430 points produits. Sa moyenne au bâton s'élève à ,261.
En février 2009, il a été engagé comme recruteur par l'une de ses anciennes équipes, les Padres de San Diego. Son nom apparaîtra sur la liste de joueurs éligibles pour le Temple de la renommée du baseball en 2010.